# Obszar Chronionego Krajobrazu Dolina Jeziornej Strugi
Obszar Chronionego Krajobrazu Dolina Jeziornej Strugi – utworzony 9 sierpnia 2003 rozporządzeniem nr 14 Wojewody Lubuskiego z dnia 24 lipca 2003 r. w sprawie określenia obszarów chronionego krajobrazu na terenie województwa lubuskiego, położony na terenie gmin: Łagów, Sulęcin, Międzyrzecz, Bledzew.
Obszar obejmuje dolinę rzeki Jeziorna.
| powiat        | gmina       | powierzchnia ha |
| ------------- | ----------- | --------------- |
| świebodziński | Łagów       | 48              |
| sulęciński    | Sulęcin     | 5000            |
| międzyrzecki  | Międzyrzecz | 160             |
| międzyrzecki  | Bledzew     | 500             |